# Vorstendom Montenegro
Het Vorstendom Montenegro (ook wel prinsdom Montenegro) (Montenegrijns: Књажевина Црна Гора, Knjaževina Crna Gora) was een vorstendom in het zuidoosten van Europa dat bestond van 13 maart 1852 tot 28 augustus 1910, toen Knjaz Nikola zichzelf tot koning uitriep. De hoofdstad was Cetinje en de perper werd sinds 1906 als munteenheid gebruikt.

## Geschiedenis
Het vorstendom werd in 1852 gevormd door Danilo I Petrović-Njegoš die daarvoor Vladika (prins-bisschop) Danilo II van het prinsbisdom Montenegro was, toen hij besloot om de theocratische rol op te geven en te trouwen. Op 13 augustus 1860 werd Danilo vermoord en volgde zijn neef Nicolaas hem op als vorst. Na vijftig jaar regeren riep hij zichzelf uit tot koning en zo werd het vorstendom het koninkrijk Montenegro.

## Demografie
1882

Er werd gezegd dat er zo'n 160 000 inwoners waren in 1882, hoewel andere bronnen 230 000 zeggen.
1900 

In 1900 zouden er zo'n 312 000 inwoners zijn waarvan 94,21 % Oosters-orthodox, 4,01 % moslim en 1,78% Rooms-katholiek.

## Heersers
- Knjaz Danilo I Petrović-Njegoš (1852 - 13 augustus 1860)
- Knjaz Nicolaas I Petrović-Njegoš (13 augustus 1860 - 28 augustus 1910).